# Thunder and Lightning
Thunder and Lightning – dwunasty album irlandzkiego zespołu hardrockowego Thin Lizzy. Wydany został 4 marca 1983 przez wytwórnie Warner Bros. Records.

## Lista utworów
1. "Thunder and Lightning" (Downey, Lynott) – 4:55
2. "This Is the One" (Lynott, Wharton) – 4:02
3. "The Sun Goes Down" (Lynott, Wharton) – 6:18
4. "The Holy War" (Lynott) – 5:13
5. "Cold Sweat" (Lynott, Sykes) – 3:06
6. "Someday She Is Going to Hit Back" (Downey, Lynott, Wharton) – 4:05
7. "Baby Please Don’t Go" (Lynott) – 5:11
8. "Bad Habits" (Gorham, Lynott) – 4:05
9. "Heart Attack" (Gorham, Lynott, Wharton) – 3:38

## Twórcy
- Brian Downey – perkusja, instrumenty perkusyjne
- Scott Gorham – gitara, wokal
- Phil Lynott – bas, wokal
- John Sykes – gitara, wokal
- Darren Wharton – keyboard, wokal